# Franz Schötz
Franz Josef Schötz (* 8. November 1920 in München; † 8. August 2022 ebenda) war ein deutscher Botaniker und Professor für Botanik an der Ludwig-Maximilians-Universität München. 

## Leben
Schötz wechselte 1958 von seiner Tätigkeit am Botanischen Institut zum Botanischen Garten und wurde dort 1960 Oberkonservator, 1964 Direktor bei den naturwissenschaftlichen Sammlungen des Staates, 1970 Landeskonservator, 1971 Sammlungsdirektor und 1973 leitender Sammlungsdirektor. Von 1985 bis 1988 war er der Direktor des Gartens.
Franz Schötz war der erste der noch „klassischen“ Botaniker, der in Bayern die damals revolutionäre Elektronenmikroskopie in seinem Fach etablierte.
Schötz veröffentlichte mehrere Bücher und Broschüren über den Botanischen Garten München, sowohl über die Gewächshäuser als auch über die Außenstation des Botanischen Gartens, den Alpengarten auf dem Schachen.
Auf seinen botanischen Exkursionen nach Südafrika, in die peruanischen Anden und nach Indonesien erforschte er neue Pflanzenarten. 
In hohem Alter begann er, seine Tagebucheinträge zu sortieren und zu bearbeiten. Zu seinem hundertsten Geburtstag am 8. November 2020 stellte er eine 100-seitige Broschüre vor, in der er unter dem Titel „Schötz und die Botanik“ seinen beruflichen Werdegang bis zum Jahr 1955 dokumentierte.
Franz Schötz starb am 8. August 2022 im 102. Lebensjahr in München.

## Schriften
- Botanischer Garten München, Freilandführer; 1966
- Botanischer Garten München: Die Freilandanlagen, später: Die Freilandanlagen des Botanischen Gartens zu München, mit Alarich Kress;  1975,  1980
- Botanischer Garten München, Gewächshausführer, mit H. Ch. Friedrich; 1963
- Die Gewächshäuser des Botanischen Gartens München; 1977,  1983
- Botanischer Garten München (Bildband), mit E. Kraus u. a.; 1964, 1966, 1973, 1981
- Gebirgspflanzen im Alpengarten auf dem Schachen, mit Alarich Kress; 1973
- Der Alpengarten auf dem Schachen, mit Alarich Kress, 1984
- Zur Geschichte der Botanik an der Ludwig-Maximilians-Universität Landshut 1800–1826, der heutigen Ludwig-Maximilians-Universität München. Regensburgische Botanische Gesellschaft, Regensburg 2008
- Zur Geschichte der Botanik in Ingolstadt 1472–1800. Die Botanik als Teil der Medizin. Bayerische Akademie der Wissenschaften – Mathematisch-naturwissenschaftliche Klasse, Beck, München 2006, ISBN 978-3-7696-2563-9.